# Phelsuma hielscheri
Phelsuma hielscheri Rösler, 2001 è un piccolo sauro della famiglia Gekkonidae, endemico del Madagascar.

## Descrizione
È un geco di media taglia: i maschi raggiungono raggiungere lunghezze di 17 cm, le femmine generalmente non superano i 15 cm.
La livrea è di un colore verde brillante, con punteggiature rosso-brunastre diffuse e strie scure ai lati del collo e della gola.

## Biologia
Ha abitudini arboricole, con spiccata predilezione per gli alberi di Pandanus spp.
È una specie ovipara.

## Distribuzione e habitat
Questa specie è presente, con popolazioni frammentate, nel Madagascar centrale e occidentale, dal livello del mare sino a 900 m di altitudine.

## Conservazione
La IUCN Red List classifica P. hielscheri come specie vulnerabile.
La specie è inserita nella Appendice II della Convention on International Trade of Endangered Species (CITES).
Parte del suo areale ricade all'interno del parco nazionale dell'Isalo.